# 圣阿莱西奥-孔维亚洛内
圣阿莱西奥-孔维亚洛内（義大利語：Sant'Alessio con Vialone）是意大利帕维亚省的一个市镇。总面积6平方公里，人口765人，人口密度127.5人/平方公里（2009年）。国家统计（ISTAT）代码为018141。